# CGTN-Français
CGTN-Français è l'emittente televisiva cinese del gruppo della Televisione Centrale Cinese in lingua francese, composto da programmi in francese ed in cinese con i sottotitoli in francese. Nasce il 1º ottobre 2007, dopo la scissione del canale bilingue CCTV-E&F, nato 3 anni prima.
I programmi dell'emittente durano in media 30 minuti, e variano dai programmi d'informazione ai programmi d'illustrazione turistica, dai documentari alle soap opera cinesi. L'obiettivo non dichiarato dell'emittente è quello di estendere l'influenza cinese sull'Africa, contando sul fatto che in diversi Stati proprio il francese è la lingua ufficiale e lingua usata presso la popolazione.